# Avenida JK
A Avenida JK é um dos principais logradouros da cidade de Governador Valadares, interior de Minas Gerais. Seu surgimento está associado a um momento de desenvolvimento do município, e foi construída com o intuito de exibir a modernização e desenvolvimento que a cidade vivia no final da década de 1950 e década de 1960.

## História
A construção da avenida aconteceu no final da década de 1950 e início da década de 1960 e está contextualizado num momento de desenvolvimento da cidade de Governador Valadares, que na época chegou a ser considerada uma cidade que seria a mais importante do interior do Brasil. Na época, líderes locais entendiam que a cidade precisaria de um progresso no seu processo de urbanização, com projetos considerados "ultramodernos". Um dos marcos desse processo de urbanização seria a construção da Avenida JK, com aspectos modernos até então inéditos na cidade.
Para a construção, pequenas moradias que se localizavam as margens da avenida foram demolidas, pois na visão desenvolvimentista da cidade, atrapalhariam a visão moderna que a avenida traria. Canteiros centrais foram adicionados a larga avenida. O jornal Diário do Rio Doce cogitava em manchetes a presença do então presidente da República, Juscelino Kubitschek, na inauguração da avenida, porém isso não ocorreu. Apesar disso, houve uma inauguração simbólica com a presença de Juscelino, que desfilou na avenida.
Nas décadas de 1970 e 1980, a avenida passou por ampliações e restaurações recebendo iluminação de lâmpadas de sódio, tornando Governador Valadares a primeira cidade do interior a receber este tipo de iluminação. Posteriormente, foi construída uma pista para bicicletas no canteiro central.

## Características
A Avenida JK possui uma extensa lista de estabelecimentos comerciais e de agências bancárias. O setor financeiro está presente na avenida com agências do Sicoob, Itaú Unibanco e Santander. Há a presença do comércio em diversos setores, como concessionárias de automóveis, e supermercado. Outro importante estabelecimento é a sede do Senac em Governador Valadares.
A avenida também é palco de acidentes (incluindo acidentes com vítimas fatais) e assaltos.